# آلبلاسردام
البلاسردام (به هلندی: Alblasserdam) یک روستا و municipality of the Netherlands در هلند است که در هلند جنوبی واقع شده‌است.

## خصوصیات
البلاسردام ۴ متر بالاتر از سطح دریا واقع شده‌است.